# Edda Straakholder
Edda Straakholder (* 1954) ist eine deutsche Kirchenmusikerin.

## Leben & Wirken
Aufgewachsen in Osnabrück, studierte Edda Straakholder in Herford Kirchenmusik und legte 1976 ihr B-Examen ab. Bereits ab 1972 hatte sie Stellen als C-Kirchenmusikerin in Osnabrück, Löhne und der Ölberggemeinde in Berlin-Kreuzberg inne. Ab 1977 war sie Kantorin der Erlöserkirchengemeinde Berlin-Moabit. Ab 1987 wurde sie zur Kreiskirchenmusikwartin des früheren Kirchenkreises Tiergarten-Friedrichswerder und ab 1998 zur Kreiskantorin des  neu gebildeten  Kirchenkreises Berlin Stadtmitte berufen. Darüber hinaus war sie Vorsitzende des Verbandes Evangelischer Kirchenmusikerinnen und Kirchenmusiker in Berlin-Brandenburg-schlesische Oberlausitz. 2019 wurde sie als  Kreiskantorin in den Ruhestand verabschiedet.
Edda Straakholder lebt seit 1977 in Berlin-Tiergarten. Sie engagiert sich in einem Projekt zum Aufbau eines Bildungszentrums mit Kindergarten, Grund- und Oberschule in Kigamboni (Tansania), in das sie auch das Erbe ihrer Mutter investierte.

## Auszeichnungen
- 2002: Ernennung wegen ihrer Leistungen zur Kirchenmusikdirektorin